# Moto-ambulance
Pour les articles homonymes, voir Ambulance (homonymie).

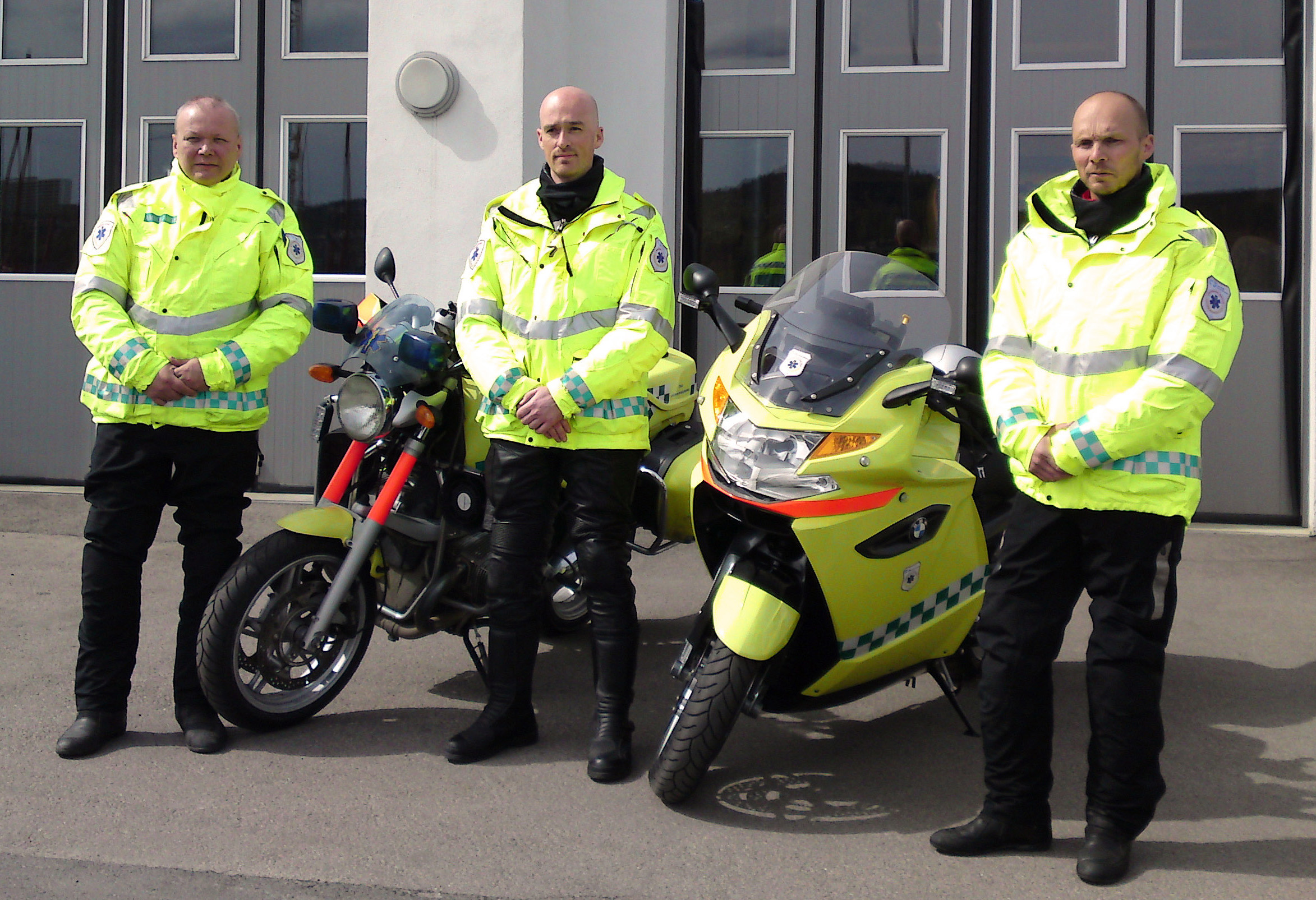
Les conducteurs de deux types de motos-ambulances en Norvège.

Les motos-ambulances sont un type de véhicule d'urgence qui transporte soit un ambulancier seul, soit un premier intervenant auprès d'un patient ; ou qui est utilisé avec une remorque ou un side-car pour le transport des patients. En raison de sa taille et de ses performances, une moto-ambulance est capable de répondre à une urgence médicale beaucoup plus rapidement qu'une voiture, une camionnette ou un camion de pompiers dans une circulation dense,, ce qui peut augmenter le taux de survie des patients souffrant d'un arrêt cardiaque. 

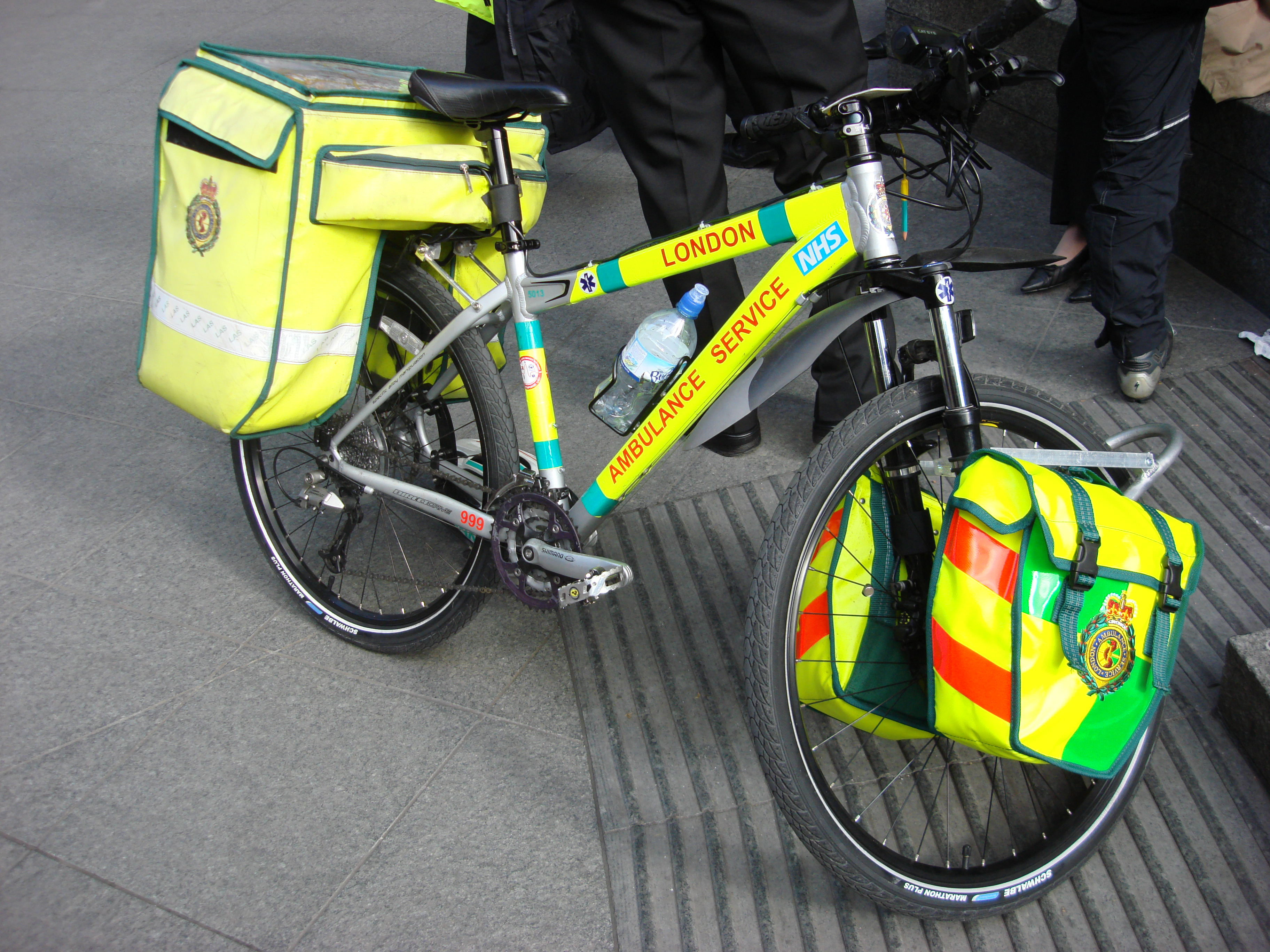
Response bicycle du London Ambulance Service.

Au Royaume-Uni, des secours ambulanciers peuvent également intervenir au moyen d'un vélo, notamment à Londres et désignés par les termes cycle responder (premiers secours à vélo),,. À l'instar des motos-ambulances, le but des Cycle responder est de fournir une assistance médicale rapide et efficace pour les patients dans les domaines où une ambulance routière traditionnelle aurait un temps d'intervention trop important. Les premiers services de ce type sont apparus au cours des années 1990. Grâce à une idée de Tom Lynch, ambulancier londonien, de tels vélos sont en service à Londres depuis 2000,.